# No Vox

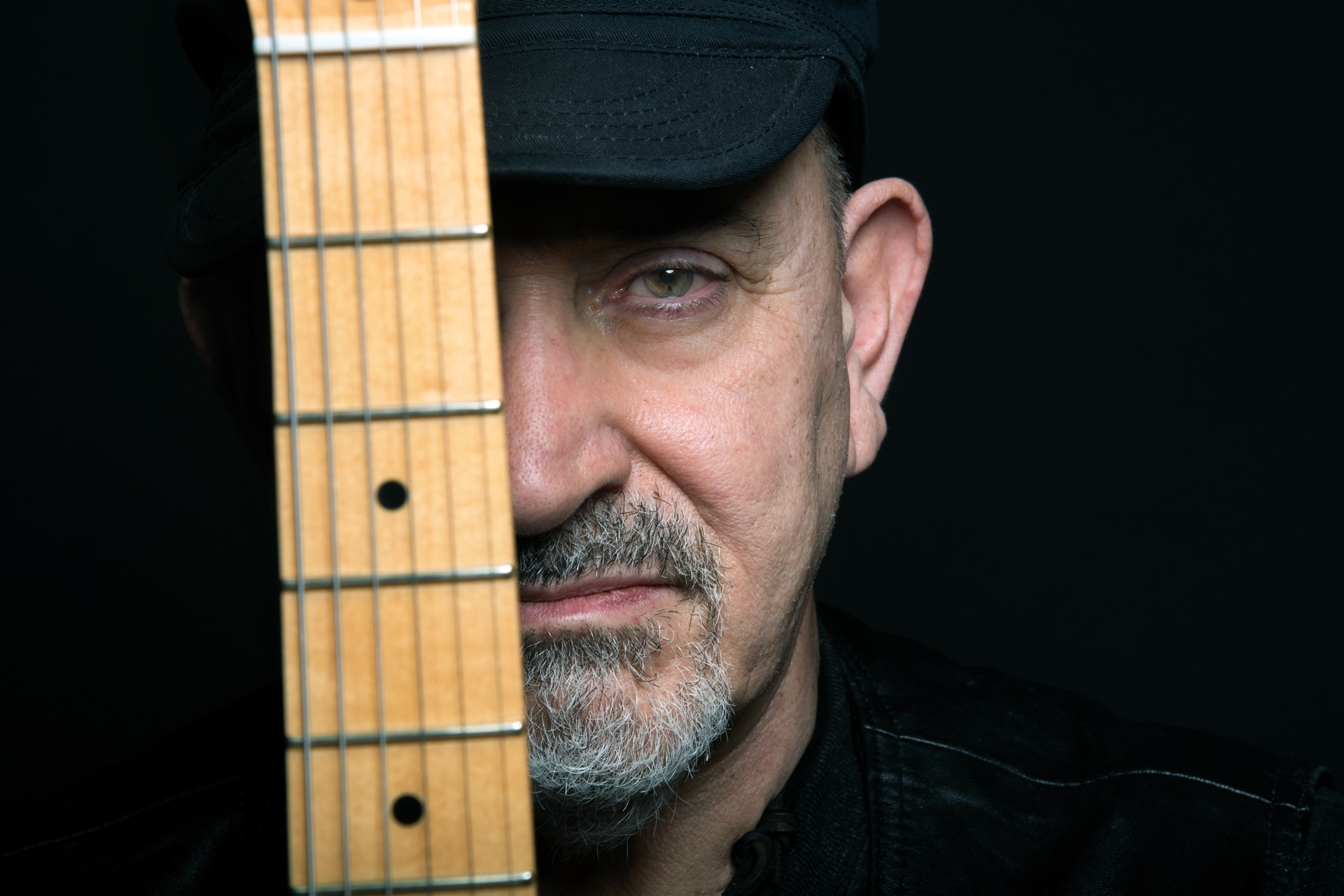
Ghigo Renzulli (foto Riccardo Piccirillo)

No_Vox è il progetto esclusivamente strumentale di Ghigo Renzulli.
La prima composizione di questo tipo è La danza di Minerva, pubblicata nel 2016 come bonus track di Eutòpia, l'ultimo album in studio dei Litfiba, ed è presente solo nella versione in vinile del disco, all'interno dell'ultima facciata. Il brano è dedicato a Carlo Rossi, produttore che aveva già collaborato con i Litfiba e scomparso nel 2015, con la partecipazione di Davide "Boosta" Dileo e lo GnuQuartet.
Il progetto si è definitivamente concretizzato nel 2018 quando Ghigo, dopo essersi dedicato completamente alla composizione di brani strumentali, ha acquisito l’identità di questo nuovo percorso, che assume il nome di No_Vox.

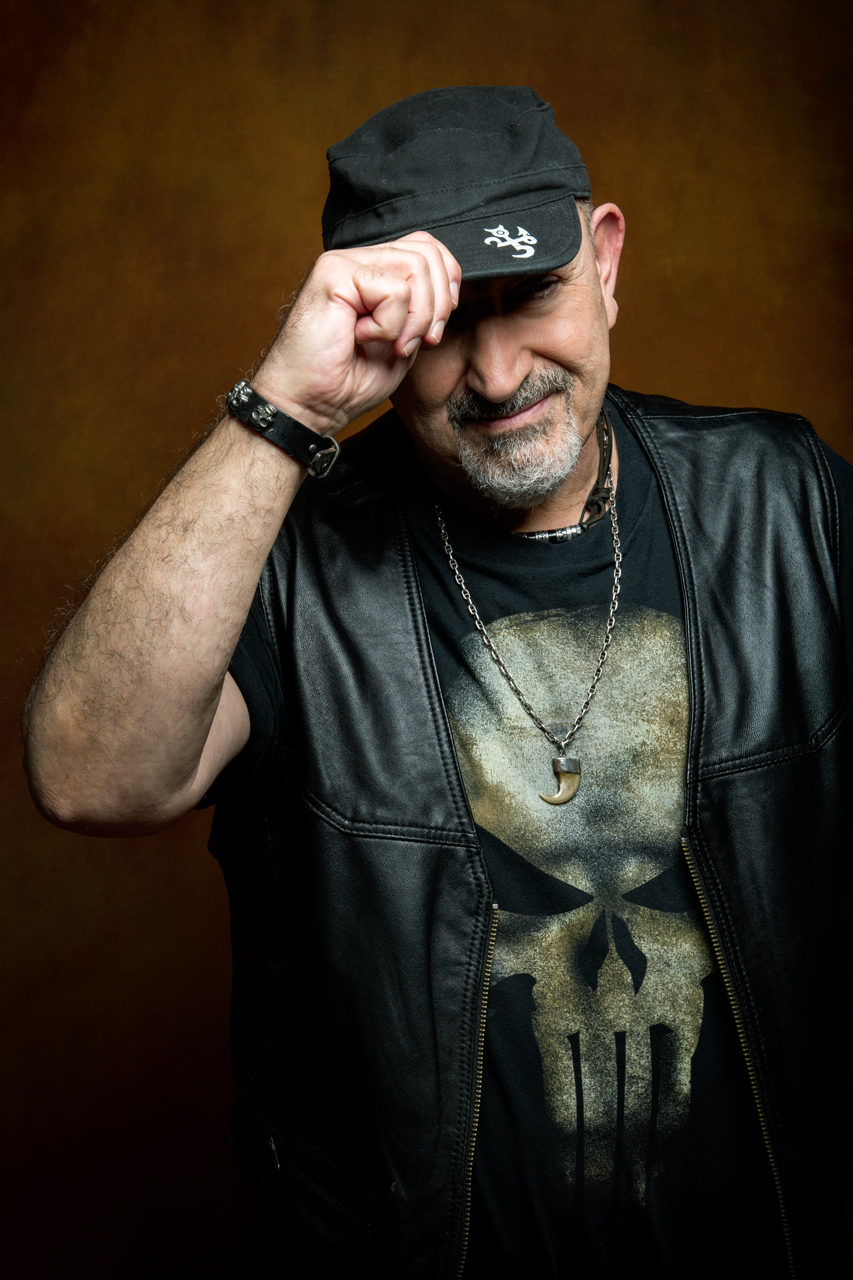
Ghigo Renzulli (foto Riccardo Piccirillo)

Al suo interno, Ghigo ha voluto convogliare tutte le sue ispirazioni e la sua ampia esperienza di Artista sentendosi libero di spaziare tra diversi generi musicali (come rock, folk, metal, prog, blues), ritagliandosi anche un ruolo riconducibile a quello di un "direttore d’orchestra".
Ghigo definisce questo progetto, di cui è compositore, arrangiatore e chitarrista, come "La voce degli strumenti".
No_Vox, per sua stessa natura, è un progetto internazionale poiché non è legato alla lingua italiana e non ha limiti temporali.

## Il primo album:Cinematic
Cinematic è il primo album del progetto No_Vox, tutte le tracce sono legate da un unico filo conduttore: il mondo del cinema. Il disco vede la collaborazione di 15 musicisti.
L'album è stato composto e arrangiato da Ghigo, presso il Radical Roads Studio, e registrato e mixato dall'ingegnere del suono Fabrizio Simoncioni, al D:PoT Recording Arts, nel periodo compreso tra agosto 2019 e febbraio 2020. Il mastering è stato realizzato nel maggio 2020 da Ted Jensen presso lo Sterling Sound di Nashville. La produzione è di Ghigo Renzulli e Alberto Pirelli per Radical Roads Recordings.
Cinematic è composto da 11 tracce, 8 brani originali e 3 rivisitazioni di celebri colonne sonore di altrettante pellicole ed è stato anticipato da diversi singoli (Pirates of the Caribbean, Neumatrix, Jules & Jim, 1492 Conquest of Paradise, La grande notte) a partire da aprile 2020, e dai relativi videoclip, disponibili sul canale YouTube di Renzulli.
Il disco è stato reso disponibile in anteprima in formato CD, allegato all'autobiografia di Ghigo 40 Anni da Litfiba. Nel giugno 2020, durante la pandemia di COVID-19, è stato pubblicato sul canale YouTube di Ghigo il video Live in studio suonato in diretta e filmato nello studio di registrazione D:Pot Recording Arts a Prato.
Dal 21 maggio 2021 Cinematic è disponibile in download digitale e in doppio LP, distribuito da Audioglobe in due versioni: Clear edition e Marble edition. Nel 2022 l'album è stato ristampato in formato CD singolo, sempre distribuito da Audioglobe.

### Tracce
Il compositore è Ghigo Renzulli, eccetto dove diversamente indicato:
1. Pirates of the Caribbean - 4:08 (Hans Zimmer - Klaus Badelt)
2. 1492 Conquest of Paradise -  3:34 (Vangelis)
3. Il canto dei vivi - 4:18
4. Mission - 3:47 (Ghigo Renzulli - Gianluca Venier)
5. La grande notte - 5:08
6. Entr'acte - 2:52
7. Anatomia di un omicidio - 3:41
8. Crocevia - 4:54
9. Jules & Jim - 3:31 (Ghigo Renzulli - Antonio Aiazzi)
10. Neumatrix - 4:14
11. Sin City - 4:08 - (Graeme Revell - John Debney - Robert Rodriguez)

Pirates of the Caribbean è la rivisitazione del tema He's a Pirate, tratto dalla colonna sonora del film omonimo composta da Hans Zimmer.
1492 Conquest of Paradise è la rivisitazione del tema del film omonimo composto da Vangelis.
Mission è ispirata dalla visione del film Mission: Impossible.
Entr'acte è stata registrata nel marzo 1977, durante il periodo del servizio di leva di Ghigo. È de facto una versione embrionale di quella che sarebbe poi diventata Suona Fratello, inclusa nell'album Spirito dei Litfiba del 1994.
Anatomia di un omicidio è ispirata dalla visione del film Anatomy of a murder di Otto Preminger del 1959. Il brano è dedicato a Duke Ellington, compositore della colonna sonora originale.
Jules & Jim è ispirata dalla visione del film omonimo di François Truffaut del 1962. È la prima registrazione in studio di Ghigo assieme a G. Maroccolo e A. Aiazzi ad essere pubblicata dal 1989.
Neumatrix è ispirata dalla visione della saga di Matrix.
Sin City è una rivisitazione del tema della colonna sonora del film di Frank Miller e Robert Rodriguez, che è anche il compositore dello stesso brano.

### Musicisti
- Ghigo Renzulli - chitarre in tutte le canzoni, basso in Sin City.
- Gianluca Venier - basso in Pirates of the Caribbean, 1492 Conquest of Paradise, Mission, Anatomia di un omicidio, Crocevia e Neumatrix, sintetizzatori in Pirates of the Caribbean e 1492 Conquest of Paradise.
- Pino Fidanza - batteria in tutte le canzoni eccetto Entr'acte.
- Tinkara Kovač - flauto in Pirates of the Caribbean, 1492 Conquest of Paradise, Mission, Crocevia e Neumatrix.
- Fabrizio Simoncioni - tastiere in Pirates of the Caribbean, 1492 Conquest of Paradise, Il canto dei vivi, Mission, La grande notte, Crocevia, Jules & Jim, Neumatrix e Sin City, cornamuse elettroniche in Il canto dei vivi, shaker in Mission, Hammond in La grande notte, vibrafono in Crocevia.
- Ugo Nativi - percussioni in Pirates of the Caribbean, Il canto dei vivi, Mission, La grande notte, Entr'acte, Crocevia, Neumatrix e Sin City.
- Federico Baracchino - chitarra in 1492 Conquest of Paradise.
- Luca Imperatore - chitarra flamenco in 1492 Conquest of Paradise e Crocevia.
- Christian Tipaldi - piano in 1492 Conquest of Paradise e Jules & Jim.
- Mauro Lallo - basso in Il canto dei vivi.
- Chris Pacini - sax in Mission, La grande notte, Anatomia di un omicidio e Sin City.
- Lio Serporta - chitarra acustica in Entr'acte.
- Francesco Chimenti - violoncello in Jules & Jim.
- Antonio Aiazzi - tastiere in Jules & Jim.
- Gianni Maroccolo - basso in Jules & Jim.

### Videoclip
- Pirates of the Caribbean - online dal 10.04.2020
- Neumatrix - online dal 01.05.2020
- Live In Studio (Neumatrix / Pirates of the Caribbean) - online dall'11.06.2020
- Jules & Jim - online dal 16.07.2020
- 1492 Conquest of Paradise - online dal 07.12.2020
- La Grande Notte - online dal 24.05.2021

## No_Vox Live:Alcazaba
Alcazaba è il primo disco live del progetto No_Vox. Le registrazioni sono state effettuate in occasione del concerto tenutosi al Teatro romano di Fiesole il 15 luglio 2021.
I missaggi dell’intero disco ed il mastering di 2 brani sono stati realizzati da Fabrizio Simoncioni al D:PoT Recording Arts, mentre il mastering degli altri 12 brani è stato realizzato da Ted Jensen presso gli Sterling Sound di Nashville. Gli arrangiamenti live sono di Ghigo Renzulli e la produzione è dello stesso Renzulli insieme ad Alberto Pirelli per l’etichetta discografica Radical Roads Recordings.
Alcazaba è composto da 14 brani, 7 dei quali realizzati appositamente per il live a Fiesole, ed è disponibile dal 29 ottobre 2021 in formato CD, distribuito da Audioglobe.

### Tracce
Il compositore è Ghigo Renzulli, eccetto dove diversamente indicato:
1. Texana - 6:07
2. Alcazaba - 4:50
3. La danza di Minerva - 5:14
4. La perla nera - 2:44 (Fabrizio Simoncioni - Mauro Lallo - Richard Cocciarelli)
5. Crocevia - 4:39
6. Ebro - 1:28 (Luca Imperatore)
7. Jules & Jim - 4:03 (Federico Renzulli - Antonio Aiazzi)
8. Mission - 3:49 (Federico Renzulli - Gianluca Venier)
9. La grande notte - 5:34
10. “The bitter end” - 1:32 (Cris Pacini - Fabrizio Simoncioni - Mauro Lallo - Richard Cocciarelli)
11. Anatomia di un omicidio - 3:40
12. Peter Gunn - 1:52 (Henry Mancini)
13. Traditional - 2:30 (Federico Renzulli - Fabrizio Simoncioni - Mauro Lallo - Richard Cocciarelli)
14. Entr’acte - 4:23

### Musicisti
- Ghigo Renzulli - chitarra elettrica
- Fabrizio Simoncioni - tastiere
- Mauro Lallo - basso
- Richard Cocciarelli - batteria e percussioni
- Luca Imperatore - chitarra flamenco (traccia 2 - 5 - 6 - 14)
- Cris Pacini - sax (traccia 8 - 9 - 10 - 11 - 12 - 14)
- GnuQuartet (traccia 3)
- Boosta (traccia 3)

### Videoclip
- Texana - online dal 25.10.2021
- Traditional - online dal 12.01.2022
- Entr'acte - online dal 10.06.2022
- Anatomia di un omicidio - online dal 27.12.2022
- Ebro - online dal 27.12.2022
- Alcazaba online dal 27.01.2023
- Crocevia online dal 15.03.2023
- La Danza di Minerva - online dal 28.08.2023

## Dizzy
Dizzy è il secondo album solista di Ghigo Renzulli, pubblicato in formato CD e doppio vinile il 29 novembre 2024 e sulle piattaforme streaming dal 6 dicembre 2024. L’album prosegue la sua esplorazione musicale iniziata con Cinematic (2020), approfondendo un linguaggio sonoro strumentale e sperimentale.
Il titolo, che in inglese significa "vertiginoso" o "che dà le vertigini", descrive perfettamente l'essenza dell'album: un percorso sonoro che alterna momenti rilassati e pacati a passaggi forti e potenti creando un'esperienza musicale ricca di contrasti. È composto da 15 tracce interamente strumentali, caratterizzate da atmosfere suggestive, intrecci tra rock, ambient e sonorità elettroniche, con un forte impatto evocativo.
Alla realizzazione del disco hanno collaborato diversi musicisti e produttori, tra cui Fabrizio Simoncioni, che ha contribuito agli arrangiamenti e alla produzione. Dizzy è stato accolto positivamente dalla critica di settore per la sua originalità e per l’approccio libero e visionario alla composizione
Inoltre, l’album è accompagnato da una serie di videoclip, realizzati per alcuni brani, concepiti come veri e propri cortometraggi visivi.

### Tracce
1. Dizzy - 03:01
2. Terra Blues - 04:20
3. Stroboscopico - 03:27
4. Engelcord Suite - 03:35 (Federico Renzulli - Rammstein - Nino Rota )
5. Strano fiore - 04:04
6. Stella del Sud - 04:10
7. Exotica - 03:51
8. Circus - 03:33
9. Abusey Junction - 03:48  (Federico Renzulli - Oscar Jerome )
10. Hermosa - 04:04
11. Hermosa (Nocturno) - 01:56 (Bonus track 2024 version)
12. Texana (2024 version)- 4:44
13. Alcazaba (2024 version) - 3:55
14. La grande notte (2024 version) - 4:08
15. Il canto dei vivi (2024 version) - 3:24

### Musicisti
- Ghigo Renzulli - chitarra elettrica, chitarra acustica e vocalizzi in Strano Fiore
- Fabrizio Simoncioni - tastiere e synths
- Mauro Lallo - basso
- Richard Cocciarelli - batteria e percussioni
- Dado Neri - basso in Dizzy
- Christian Tipaldi - piano (traccia 10 - 11)
- Tinkara Kovac - flauto in Strano Fiore
- Drigo - chitarra elettrica in Abusey Junction
- Mac Petricich - chitarra elettrica in Abusey Junction
- Chris Pacini - sax (traccia 2 - 10 - 14)
- Francesco Cangi - trombone in Exotica
- Antonio Gabellini - chitarra acustica in Strano Fiore
- Pino Fidanza - batteria (traccia 14 - 15)
- Luca Imperatore - chitarra flamenco (traccia 13)
- Ugo Nativi - percussioni (traccia 14 - 15)

### Videoclip
- Exotica - online dal 31.05.2023
- Abusey Junction - online dal 10.10.2023
- Circus - online dal 05.04.2024
- Dizzy - online dal 06.12.2024